# Løftebrud
Løftebrud er en eksperimentalfilm fra 1992 instrueret af Lars Bo Kimergård efter eget manuskript.

## Handling
Bruden står alene, sårbar, på håbets forårsgrønne græsmark. Tør hun bryde sit løfte. Tør hun sige 'nej'.